# Ca l'Escuder
Ca l'Escuder és una masia de Florejacs, al municipi de Torrefeta i Florejacs (Segarra), inclosa a l'Inventari del Patrimoni Arquitectònic de Catalunya.

## Descripció
Conjunt d'edificis, un de principal que tenia funció d'habitatge, amb dos edificis adjunts, i diversos edificis que tenien funció ramadera i agrícola.
L'edifici principal, a la façana principal (Sud), a la planta baixa, té dues grans entrades als laterals amb llinda de pedra, i porta metàl·lica. Al pis següent, hi ha un balcó central amb barana de ferro, que s'hi accedeix per dues portes. A cada lateral de la façana, dos grans finestrals. Al darrer pis, hi ha tres finestres. La façana est està coberta pràcticament per l'edifici adjunt. La façana oest, a la segona planta, té un petit balcó amb barana de ferro a l'esquerra, i un gran finestral a la dreta. A la darrera planta, hi ha dues finestres. A la nord, hi ha una gran terrassa a la segona planta, que s'hi accedeix per porta amb vidriera, al seu costat hi ha una finestra. Cal dir que la part dreta de la terrassa està coberta. A la part esquerra, hi ha un edifici adjunt. La coberta és de dos vessants (Nord-Sud), acabada en teules.
Aquest edifici, té dos annexos que el complementen. El primer és el que dona accés a l'habitatge. Es troba adjunt a la façana est de la casa principal. Hi ha unes escales que porten a la segona planta, on hi ha l'accés. A la dreta de la porta, hi ha una finestra. Comentar, que aquesta entrada on hi ha les escales, es troba coberta.
L'altre edifici es troba adjunt a la façana nord, a la part esquerra. A la façana nord, té dues finestres, la de l'esquerra més petita, i la de la dreta més gran. A la façana est, té un balcó amb barana de ferro, i a la seva dreta, una finestra. A la façana oest, té una entrada amb vidriera, que dona a la terrassa abans esmentada de l'edifici principal. La coberta és de dos vessants (est-oest), acabada en teules.
Hi ha diversos edificis més, que tenien funció ramadera i agrícola, però que actualment estan en desús.
Està situat a uns 300 metres abans d'arribar a Florejacs, a mà esquerra.